# 24697 Rastrelli
24697 Rastrelli este un asteroid din centura principală de asteroizi.

## Descriere
24697 Rastrelli este un asteroid din centura principală de asteroizi. A fost descoperit pe 24 septembrie 1990 la Observatorul de Astrofizică din Crimeea de G. R. Kastel' și Liudmila Juravliova. Asteroidul prezintă o orbită caracterizată de o semiaxă mare de 2,52 ua, o excentricitate de 0,16 și o înclinație de 2,5° în raport cu ecliptica.